# Професионална гимназия по облекло и стопанско управление
Професионалната гимназия по облекло и стопанско управление е средно училище в гр. Дупница. Училището е основано през 1928 г.
През годините училището носи имената: „СПТУ по облекло“, „Техникум по облекло и обувно производство“. През 2004 г. училището се преименува на „ПГ по облекло и стопанско управление“. Училището е на държавно финансиране.

## Специалности

### След 7 клас
- Икономика и мениджмънт
- Електроника
- Моден дизайнер

## След 8 клас
- Оператор
- Съдружник в малък и среден бизнес
- Технолог по облекло